# Нововознесенка (городской округ Славгород)
Нововознесенка — село в Алтайском крае России. Входит в городской округ город Славгород.

## История
Основано в 1907 году. В 1928 году деревня Ново-Вознесенка состояла из 130 хозяйств. Являлась центром Ново-Вознесенского сельсовета Знаменского района Славгородского округа Сибирского края.

## Население
В 1928 году в деревне проживало 655 человек (322 мужчины и 333 женщины), основное население — украинцы.
| 1997  | 1998  | 1999  | 2000  | 2001  | 2002  | 2003  |
| ----- | ----- | ----- | ----- | ----- | ----- | ----- |
| 1304  | ↗1305 | ↗1308 | ↘1298 | ↘1267 | ↗1277 | ↘1233 |
| 2004  | 2005  | 2006  | 2007  | 2008  | 2009  | 2010  |
| ↗1265 | ↘1241 | ↘1233 | ↗1241 | ↗1246 | ↘1183 | ↘989  |
| 2011  | 2012  | 2013  |       |       |       |       |
| ↘988  | ↘960  | ↘932  |       |       |       |       |